# Federal Correctional Institution, Lompoc
Federal Correctional Institution, Lompoc (FCI Lompoc), tidigare Lompoc Federal Prison Camp, är ett federalt fängelse för manliga intagna och är belägen i Lompoc, Kalifornien i USA. Den är en del av fängelsekomplexet Federal Correctional Complex, Lompoc. Fängelset förvarar intagna som är klassificerade för säkerhetsnivån "låg". FCI Lompoc förvarade 961 intagna för november 2022.
Fängelset invigdes 1970 som Lompoc Federal Prison Camp och var typ som en öppen anstalt. Den blev senare internationellt uppmärksammad eftersom flera individer, kopplade till Watergateaffären, avtjänade sina straff på fängelset. År 1990 byggdes den om för att kunna förvara intagna med den nuvarande säkerhetsnivån.
Personer som varit intagna på FCI Lompoc är bland andra Gene Haas, H.R. Haldeman och Bernie Ward.